# The Dirty Mac

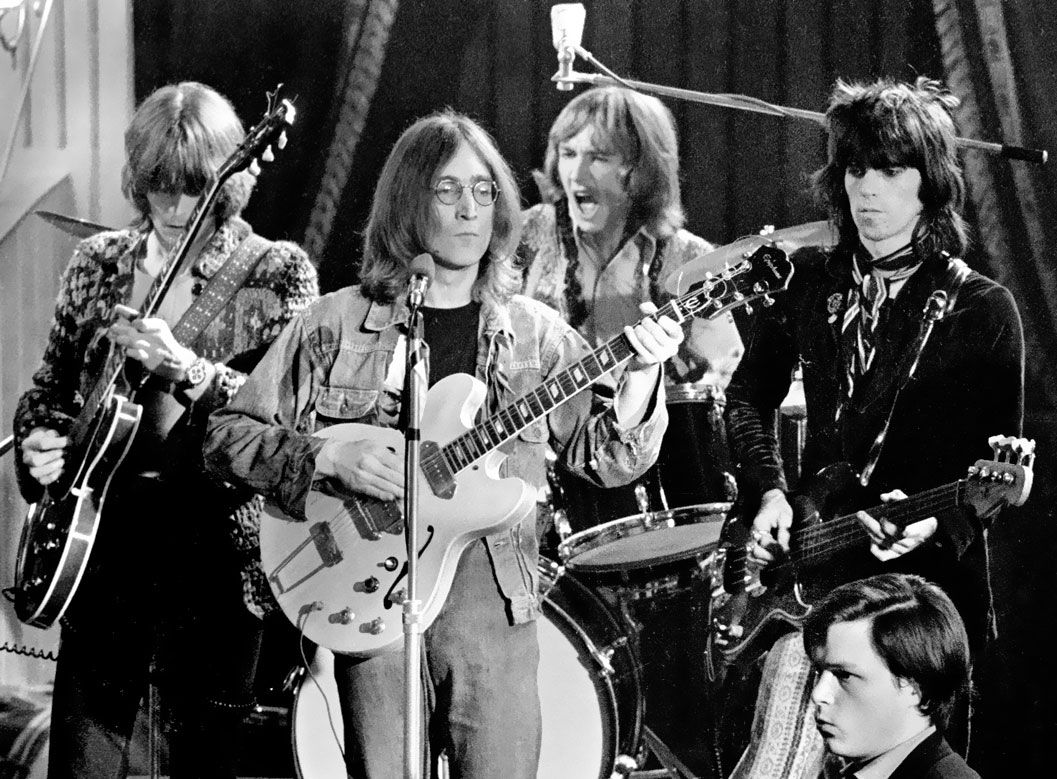
De gauche à droite : Eric Clapton, John Lennon, Mitch Mitchell, Keith Richards, dans le documentaire The Rolling Stones Rock and Roll Circus, 1968.

Wingston Legthigh and the Dirty Mac (ou plus simplement The Dirty Mac) est un supergroupe éphémère créé à l'occasion de l'émission The Rolling Stones Rock and Roll Circus., filmé en public le 11 décembre 1968.  Il se compose de John Lennon, Eric Clapton, Keith Richards et Mitch Mitchell. Ils jouent le titre Yer Blues, paru sur l'album blanc des Beatles deux semaines plus tôt, suivi d'une jam session de blues intitulée Whole Lotta Yoko, où ils sont accompagnés par Yoko Ono au chant et Ivry Gitlis au violon.

## Contexte
Le groupe Cream vient juste de se séparer lorsque Mick Jagger demande à Eric Clapton de le rejoindre pour participer au Rock and Roll Circus. Clapton accepte, notamment en raison de la présence du bluesman américain Taj Mahal, qu'il désire rencontrer. Les enregistrements ont lieu le 11 décembre 1968 dans un studio de Wembley. D'après Eric Clapton, l'ensemble de l'émission fut médiocre, notamment en raison de la mauvaise ambiance qui régnait alors au sein des Rolling Stones. Finalement, Mick Jagger décide de ne pas la diffuser. Toutefois, en 1996 un CD est sorti sur le marché et en 2004, le film put enfin être commercialisé puisqu'il sortit en DVD. 

## Membres du groupe
- Winston Leg-Thigh (alias John Lennon, des Beatles) – chant, guitare
- Eric Clapton (de Cream) – guitare
- Keith Richards (des Rolling Stones) – basse
- Mitch Mitchell (du Jimi Hendrix Experience) – batterie

Ainsi que pour la chanson Whole Lotta Yoko :
- Yoko Ono – chant
- Ivry Gitlis – violon